# Hermippus loricatus
Hermippus loricatus är en spindelart som beskrevs av Simon 1893. Hermippus loricatus ingår i släktet Hermippus och familjen Zodariidae. Inga underarter finns listade i Catalogue of Life.